# Buggiano
Buggiano là một đô thị ở tỉnh Pistoia trong vùng Tuscany, có vị trí cách khoảng 45 km về phía tây bắc của Florence và khoảng 15 km về phía tây nam của Pistoia. Tại thời điểm 31 tháng 12 năm 2004, đô thị này có dân số 8.462 và diện tích 16,1 km².
Đô thị Buggiano có các frazioni (các đơn vị cấp dưới, chủ yếu là các làng) Borgo a Buggiano, Buggiano, Colle di Buggiano, Malocchio, Pittini, S. Maria, và Stignano.
Buggiano giáp các đô thị: Chiesina Uzzanese, Massa e Cozzile, Montecatini-Terme, Pescia, Ponte Buggianese, Uzzano.